# Maniola costacava
Maniola costacava är en fjärilsart som beskrevs av Cabeau 1904. Maniola costacava ingår i släktet Maniola och familjen praktfjärilar. Inga underarter finns listade i Catalogue of Life.